# Alain Blondel
Alain Blondel (Francia, 7 de diciembre de 1962) es un atleta francés retirado especializado en la prueba de decatlón, en la que ha conseguido ser campeón europeo en 1994.

## Carrera deportiva
En el Campeonato Europeo de Atletismo de 1994 ganó la medalla de oro en la competición de decatlón, con una puntuación de 8453 puntos, superando al sueco Henrik Dagård y al ucraniano Lev Lobodin (bronce con 8201 puntos).